# Salvia omerocalyx
Salvia omerocalyx là một loài thực vật có hoa trong họ Hoa môi. Loài này được Hayata miêu tả khoa học đầu tiên năm 1918.